# ラント:ザ・バラッド・オブ・トッド・ラングレン
『ラント:ザ・バラッド・オブ・トッド・ラングレン』(Runt. The Ballad of Todd Rundgren)は、アメリカのシンガーソングライター／ミュージシャンであるトッド・ラングレン(Todd Rundgren)による2枚目のアルバムで1971年にリリースされた。
前作『ラント』と同様に、このアルバムも「Runt」というラングレンのグループ名義でクレジットされているが、実際には演奏・プロデュースの大部分をラングレン自身が手がけている。

## 背景
アルバム全12曲のうちほとんどはピアノ主体のバラード。例外はロック調の「Bleeding」「Parole」アンセム風の「Chain Letter」のみである。
前作と同様にこのアルバムも当初は「Runt」名義でクレジットされた。
ラングレン自身がすべての楽曲を作詞・作曲・アレンジ・プロデュースし、ギター、キーボード、ボーカルもすべて担当している。
1999年のCD再発盤のライナーノーツで、ラングレンはこう振り返っている：
「当時の自分は、かなり手に負えない存在だったと思う。アレンジにもとてもこだわるようになってきていて、全部自分で演奏してみようと決めたんだ。でも、まだ他のミュージシャンに頼っている部分もあった。ドラムはまだ叩けなかったし、ベースの役割を本格的に理解するには至ってなかった。」
前作『Runt』でもベースを担当していたトニー・セイルスが今作でも大半のトラックでベースを演奏している。一方、彼の弟で前作のドラマーであるハント・セイルスは、今作ではドラムを1曲、コンガを1曲だけ担当している。
スタジオミュージシャンのジェリー・シェフとジョン・ゲリンが2曲でリズムセクションを担当し、残りの曲では、のちにHello Peopleに参加しマウンテン(Mountain)の初代ドラマーでもあったノーマン・D・スマートが演奏している。
なお、2曲ではラングレンが完全に一人で演奏している。
アルバムのカバーデザインは、著名なグラフィックデザイナーミルトン・グレイザーが手がけ、ブックレットの写真と内装デザインはロン・メイルによるものである。
1971年中頃、Bearsvilleレコードがワーナー・ブラザーズに買収され、1973年には『Runt』と『Runt. The Ballad of Todd Rundgren』を2枚組として再発する企画『Todd Rundgren’s Rack Job』(カタログ番号：2BV 2156)が進められた。テストプレスやアートワークまでは作られたが、ラングレンが新作アルバムのリリースを優先したため、企画は棚上げとなった。

## 収録曲
All songs written by Todd Rundgren.
Side one
1. "Long Flowing Robe" – 3:30
2. "The Ballad (Denny & Jean)" – 3:30
3. "Bleeding" – 4:05
4. "Wailing Wall" – 3:05
5. "The Range War" – 2:38
6. "Chain Letter" – 5:02

Side two
1. "A Long Time, A Long Way to Go" – 2:12
2. "Boat on the Charles" – 4:28
3. "Be Nice to Me" – 3:27
4. "Hope I'm Around" – 4:55
5. "Parole" – 4:22
6. "Remember Me" – 0:51

## 参加者
（1971年オリジナルビニールの内側のゲートフォールドから抜粋）
- トッド・ラングレン – ピアノ、オルガン、ポンプオルガン、クラビネット、ウーリッツァー・エレクトリックピアノ、EMS VCS 3、ギター、マンドリン、フィドル、テナーサックス、バリトンサックス、トークボックス、ビブラフォン、パーカッション、ボーカル
- トニー・セールス- ベース（「Be Nice to Me」と「Hope I'm Around」を除く）、「Long Flowing Robe」のコンガ、「Long Flowing Robe」と「Boat on the Charles」のタンバリン、「Boat on the Charles」のビブラフォン
- ノーマン・D・スマート – ドラム（「Be Nice to Me」、「Hope I'm Around」、「Parole」を除く）、「Long Flowing Robe」のティンバレス、「Boat on the Charles」のマラカス
- ジョン・ゲリン - 「Be Nice to Me」と「Hope I'm Around」のドラム
- ハント・セールス - 「パロール」のドラム、「ボート・オン・ザ・チャールズ」のコンガ
- ジェリー・シェフ - 「Be Nice to Me」と「Hope I'm Around」のベース